# Kim Ji-yeon
Kim Ji-yeon, född den 12 mars 1988 i Seoul, Sydkorea, är en sydkoreansk fäktare som tog OS-guld i damernas sabel i samband med de olympiska fäktningstävlingarna 2012 i London.